# Cine de Eslovaquia

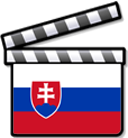
Cine de Eslovaquia

El cine de Eslovaquia comprende el arte del cine y películas creativas realizadas dentro de la nación de Eslovaquia o por cineastas eslovacos en el extranjero.
Debido a que Eslovaquia fue parte de Checoslovaquia antes de su independencia en 1993, todas las películas de esa región fueron acreditadas como producciones checoslovacas, con independencia de los productores o director. Sin embargo, y pese a la proximidad y semejanzas con el cine checo, el eslovaco tiene ciertas diferencias que se reflejan en la temática recurrente de sus grandes obras, como los ambientes rurales, las tradiciones folclóricas y el carnaval. Es el ejemplo de Obrazy starého sveta (1972) de Dušan Hanák o Tisícročná včela (1983) de Juraj Jakubisko. El porcentaje de comedias, aventuras, musicales, ciencia ficción y géneros similares ha sido bajo en comparación con los dramas y películas históricas que solían incluir un subconjunto notable de crítica social sobre los acontecimientos de la década o los que preceden a la película. Uno de esos casos, La tienda de la Calle Mayor (Obchod na korze, 1965) del eslovaco Ján Kadár y el checo Elmar Klos, dio a Checoslovaquia su primer Oscar. Las películas infantiles y de animación fueron un género perenne de la década de 1960 hasta la década de 1980, con películas de bajo presupuesto producidas por la Televisión Eslovaca de Bratislava.
El motor de la industria cinematográfica eslovaca ha sido Estudios Koliba (cuyo nombre formal ha cambiado varias veces) en Bratislava. Algunas películas concebidas en los estudios Barrandov en Praga han tenido temas, actores, directores y, de vez en cuando, idioma eslovacos, mientras que los cineastas y actores de Praga también han trabajado en Eslovaquia. En la línea de historias eslovacas, húngaras y checas, al compartir pasado con el Reino de Hungría y Checoslovaquia, hay una superposición entre principios de Eslovaquia y del cine húngaro, y más tarde entre el eslovaco y el cine checo. Algunas películas son fácilmente ordenados como uno u otro, mientras que algunas películas pertenecen significativamente a más de un cine nacional.
Alrededor de 350 largometrajes se han realizado en la historia del cine eslovaco. Ha producido algunos trabajos cinematográficos notables que han recibido muy buenas críticas, así como algunos éxitos de taquilla. En los últimos años, las películas eslovacas a menudo se han hecho mediante el trabajo (total o parcial) con productoras extranjeras. Los proyectos conjuntos eslovacos y checos han sido especialmente frecuentes. La industria del cine eslovaco se ha visto afectada por la carencia de fondos intensificada por la pequeña audiencia del país (de 2,9 a 5,4 millones de habitantes), lo que se traduce en un potencial limitado de películas y de recaudación.

## Películas
La siguiente es una lista de algunas de las películas eslovacas —o con producción o dirección de eslovacos— más importantes ordenadas de más reciente estreno:
- Pokoj v duši, 2009, Vladimír Balko
- Slepé lásky, 2008, Juraj Lehotský
- Bátorička, 2008, Juraj Jakubisko
- Záhrada, 1995, Martin Šulík[8] («El jardín»)
- Papierové hlavy, 1995, Dušan Hanák[9]
- Sedím na konári a je mi dobre, 1989, Juraj Jakubisko[10]
- Tisícročná včela, 1983, Juraj Jakubisko[3]
- Pásla kone na betóne, 1982, Štefan Uher[11]
- Noční jazdci, 1981, Martin Hollý
- Ja milujem, ty miluješ, 1980/1988, Dušan Hanák («Te quiero, te quiero»)
- Ružové sny, 1977, Dušan Hanák[12]
- Obrazy starého sveta, 1972, Dušan Hanák («Imágenes del mundo antiguo»)
- Eden a potom, L'Eden et après, 1970, Alain Robbe-Grillet
- Vtáčkovia, siroty a blázni, 1969, Juraj Jakubisko
- 322, 1969, Dušan Hanák
- Zbehovia a pútnici, 1968, Juraj Jakubisko («Desertores y nómadas»)
- Obchod na korze, 1965, Ján Kadár, Elmar Klos[4]
- Slnko v sieti, 1963, Štefan Uher[13][14]
- Vlčie diery 1948, Paľo Bielik
- Zem spieva, 1933, Karol Plicka)
- Jánošík, 1921, Jaroslav Jerry Siakeľ

## Directores
Esta es una lista que incluye algunos de los directores eslovacos más notables:
| - Vlado Bahna - Pavol Barabáš - Stanislav Barabáš - Paľo Bielik - Eva Borušovičová - Eduard Grečner - Dušan Hanák - Elo Havetta - Juraj Herz | - Martin Hollý - Juraj Jakubisko - Ján Kadár - Otakar Krivánek - Viktor Kubal - Leopold Lahola - Andrej Lettrich - Miroslav Luther - Juraj Nvota | - Stanislav Párnický - Peter Solan - Martin Šulík - Štefan Semjan - Štefan Uher - Martin Ťapák - Dušan Trančík - Jozef Zachar - Ján Zeman |

## Actores
Esta es una lista que incluye algunos de los actores y actrices eslovacos más notables:
- Michal Dočolomanský
- Jozef Kroner
- Marian Labuda
- Táňa Pauhofová
- Emília Vášáryová
- Magda Vášáryová